# 富奇克山
71°52′S 14°26′E / 71.867°S 14.433°E
富奇克山（英語：Mount Fučík）是南極洲的山峰，位於東部南極洲的毛德皇后地，屬於帕耶山脈中克韋韋費勒特山的一部分，海拔高度2,305米，該山峰由德國的探險隊發現。